# Белан Тетяна Велеріївна
Тетяна Валеріївна Белан  (10 листопада 1982) — білоруська гімнастка, срібна призерка Олімпійських ігор 2000 року, багаторазова призерка чемпіонатів світу. Заслужений майстер спорту Республіки Білорусь з художньої гімнастики.

## Біографія
Почала займатися художньою гімнастикою з одинадцяти років. У 1998 році на чемпіонаті світу зуміла стати чемпіонкою в груповому багатоборстві. Окрім цього двічі ставала срібною призеркою в групових змаганнях. Після цього турніру отримала звання Заслужений майстер спорту Республіки Білорусь. Наступного року в груповому багатоборстві стала бронзовою призеркою чемпіонату світу, а також виграла срібну та бронзову медалі в змаганнях груп з предметами. Найбільшим досягненням у кар'єрі спортсменки стала срібна медаль Олімпійських ігор 2000 року в груповому багатоборстві. Після цих змагань завершила спортивну кар'єру.
Згодом брала участь в танцювальних шоу, виступаючи в Китаї до 2008 року. Після цього почала працювати тренером у школі Євгенії Павлиної.

## Виступи на Олімпіадах
| Олімпіада   | Дисципліна            | Місце |
| ----------- | --------------------- | ----- |
| Сідней 2000 | групове багатоборство | 2     |